# Tolox
Tolox est une commune (municipio en espagnol) de la province de Malaga dans la communauté autonome d'Andalousie en Espagne. En 2021 on comptait 2203 habitants.

## Géographie

Localisation de la municipalité de Tolox.

Entre Alozaina et Coín, située sur le versant oriental de Sierra de las Nieves (homonymie), elle bénéficie d'un accès privilégié par une piste forestière qui bifurque ensuite vers Istán su sud et vers Ronda (Espagne) au nord-ouest. le cours du río Grande traverse la ville du nord-est au sud. Dans son territoire communal se trouve le Pico de la Torrecilla, le plus haut de la chaîne de montagnes susmentionnée, et le système Sima GESM, la cavité la plus profonde d'Andalousie, avec envieron 1100 mètres explorés.

## Histoire
D'origine phénicienne, le village est d'époque romaine et il fut plus tard fortifié par Omar Ben Hafsun en 883 pendant et à cause de la rébellion du calife de Cordoue. Il fut reconquis par les Chrétiens en 1485.
L'origine de Tolox remonte au néolithique, comme en témoignent les vestiges trouvés dans la Cueva de la Tinaja, à 4 kilomètres près du Río de los Horcajos. Certains historiens parlent de son origine phénicienne et d'autres la placent dans l'orbite du domaine de Tartessos. Ceci est indiqué par le château, qui a également été occupé par les Romains plus tard. Le nom semble provenir de Tulos (d'origine bastulo) qui signifie haute montagne ou haute roche.
Ses vestiges patrimoniaux témoignent de l'histoire mouvementée de Tolox. Quelques références dans les noms des rues permettent de reconstituer le plan de ce qui fut le Château, centre des rébellions mauresques et des combats entre chrétiens et musulmans.
Les premières nouvelles de son histoire remontent à l'année 883, lorsque le château fut occupé par Omar Ben Hafsun, qui le fortifia et en fit l'un des principaux du royaume, dont le chef vivait à Bobastro et affrontait les Omeyyades de Cordoue.
Il a été attaqué par Mohamed Almondir, Abdal-lah et même Abderramán III qui, devant le refus d'Omar de remettre la forteresse, ont préparé une forte attaque contre l'enceinte, mais ont été vaincus. À la mort d'Omar en 917, il passa en héritage à l'un de ses quatre fils, Soleimán, qui en 921 fut vaincu par Abderramán III, qui détruisit impitoyablement l'église et la citadelle, ordonnant la construction d'une aljama.
Sancho de Angulo a conquis la ville, qui s'est rendue aux Rois Catholiques en 1485. Les rois ont accordé au marquis de Villena la seigneurie de Tolox et Monda, en compensation de la perte du marquisat. Les monarques permettaient à tous les musulmans qui résidaient à Tolox et le souhaitaient, de continuer à vivre au sein de la commune, dans un quartier distinct qui leur était assigné, à la seule condition qu'ils se déclarent leurs vassaux, dans le respect de leur religion, de la justice, langue, vêtements, us et coutumes.
Ces privilèges furent progressivement supprimés et provoquèrent une grande tension entre les Maures, aboutissant à un affrontement ouvert à Noël 1539. Les chroniques disent que cet affrontement fut déclenché par une altercation entre deux femmes, l'une musulmane et l'autre chrétienne. En guise de punition pour cet affront, des troupes sont arrivées qui, après de grands efforts, ont réussi à l'emporter. Les Maures s'enfuirent, rasant les champs et punissant les fermiers.
Tolox est restée inhabitée jusqu'en 1571, date à laquelle elle a été repeuplée par ordre de Felipe II avec des chrétiens de Galice, de Séville et de Cordoue.
Pendant la guerre d'indépendance, ils ont combattu, sous le commandement du général Francisco Javier de Abadía, commandant du Campo de Gibraltar, contre les troupes d'invasion.
L'histoire contemporaine de cette ville est étroitement liée à sa station thermale. Depuis des temps immémoriaux, une série de fontaines et de sources dites amères, peut-être à cause de leur saveur particulière, et qui ont été utilisées par les habitants de la ville pour soigner une foule de maux de façon tout à fait empirique, en ingestion et en bains, ont connu à Tolox.
C'est José García Rey, natif de Tolox et pharmacien, qui a effectué les travaux nécessaires pour recueillir l'eau minérale et l'analyser, en la cataloguant sous le nom hétéroclite d'eaux alcalines-bromologiques, sulfureuses-ammoniacales, crénelées-ferromagnésiennes. La station thermale a été inaugurée en 1869, sous le nom de Balneario de Tolox ou Balneario de Fuente Amargosa, trois ans après la découverte de la source.

## Économie
Le village est situé dans un environnement privilégié et sur le territoire protégé du Parc naturel de la Sierra de las Nieves. L'accès se fait par une route forestière sinueuse, en passant par Istán situé au sud ou par le nord-est en traversant la ville de Ronda. Le village possède un établissement de balnéothérapie avec ses eaux et ses bains de vapeur, bénéfiques pour les affections respiratoires et allergiques.

## Transport public
Tolox n'est pas intégré officiellement dans le Consorcio de Transoprte Metropolitano del Área de Málaga, bien que la ligne d'autobus interurbaine suivante opère sur son territoire:
| Ligne | Trajet                                           | Information        |
| ----- | ------------------------------------------------ | ------------------ |
| M-344 | Málaga-Tolox (par Cártama et Alhaurín el Grande) | Horaires et arrêts |

## Politique et administration
L'administration politique de la commune est assurée par un Mairie administré démocratiquement dont les membres sont élus tous les quatre ans au suffrage universel. La Corporation municipale de Tolox est composée de 11 conseillers. il est actuellement composé de 6 conseillers du Parti Populaire (Espagne) et 5 du Parti Socialiste Ouvrier Espagnol.
Les maires depuis les élections démocratiques de 1979 ont été:
1979-1983, José Luis Blasco Rojo, G-Indépendant.
1983-1987, Antonio Marmolejo Canca, Parti Socialiste Ouvrier Espagnol d'Andalousie.
1987-1991, Antonio Marmolejo Canca, Parti Socialiste Ouvrier Espagnol d'Andalousie.
1991-1995, Antonio Marmolejo Canca, Parti Socialiste Ouvrier Espagnol d'Andalousie.
1995-1999, Antonio Marmolejo Canca, GTI.
1999-2003, Antonio Marmolejo Canca, PSOE-A; Juan Mesa Pacheco, PSOE-A; Salvador Vera Ballesteros, PSOE-A.
2003-2007, Juan Vera Vera, Partido Andalucista.
2007-2011, Juan Vera Vera, CA.
2011-2014, Juan Vera Vera, CA.
2014-2015, Antonio Mesa Muñoz, CA.
2015-2019, Bartolomé Guerra Gil, Tolox Unido.
2019-2021, Bartolomé Guerra Gil, Parti Populaire (Espagne).
Résultats des eléctions 2019
Lors des élections municipales de 2019, auxquelles ont participé 76,56 % des électeurs (1 326 votes comptés), le Parti Populaire a été, avec le Parti Socialiste Ouvrier Espagnol, le vainqueur des élections car ces deux partis ont obtenu les mêmes voix, 603 vote chacun. Face à cette situation, les deux partis ont saisi la Commission électorale centrale d'Espagne pour y remédier. Le sixième conseiller a été distribué par tirage au sort, une pièce de monnaie a été lancée en l'air et le Parti populaire a remporté le sixième conseiller. Le Parti Populaire et le PSOE ont chacun accepté de gouverner pendant 2 ans, le PP étant le premier à gouverner.

## Culture et patrimoine
Station thermale: la station thermale a été découverte en 1867 et ses Eaux déclarées d'Utilité Publique en 1871. Le bâtiment actuel a été construit en 1906 et en 1931 l'étage supérieur a été ajouté. C'est le véritable moteur du tourisme dans la commune.
Barrio Alto et Barrio Castillo: les premières données dont nous disposons sur Tolox remontent à l'année 883, lorsque le château fut occupé par le muladí Omar Ben Hafsúm dans sa lutte contre les Omeyyades de Cordoue, qui firent de ce château l'un des plus grands de son genre. histoire. aimable aimable royaume. Il reste malheureusement peu de vestiges de ce château dans le quartier qui porte son nom. Ne conservant qu'une toile du mur d'une maison particulière, un passage et le réseau de rues de ce quartier, qui s'inspire de ce qui fut son plan. Le Barrio Alto est un lieu pittoresque qui conserve cette saveur des racines andalouses dans ses rues, avec des ruelles escarpées qui s'adaptent à l'orographie du terrain, abritant des coins pleins de fleurs voyantes, des façades blanchies à la chaux et des éléments de construction traditionnels.
Casa del Hidalgo Fernández Villamor: date du XVIe siècle. Demeure seigneuriale construite comme un palais dont l'accès, jusqu'au milieu du XXe siècle, se faisait par un grand escalier, aujourd'hui modifié. De l'extérieur on distingue la couverture, le bar collecteur et le badigeon typiquement andalou.
Maison-Musée des Arts Populaires: c'est un ensemble muséal de style XIXe siècle, où il est exposé dans 3 grandes salles et une salle consacrée aux outils agricoles et à certaines parties du dernier moulin qui a été moulé à Tolox. Il présente également une exposition de photographies des années 50. Le Musée des Arts et Coutumes Populaires de Tolox a été inauguré en 1992. Il se compose d'une chambre où le lit avec un matelas en laine, un berceau, un missel, quelques espadrilles ou un tailleur typique se démarquer de Tolox; la salle à manger est dédiée aux familles les plus aisées, elle expose une collection de jouets, plusieurs radios, une carte de rationnement et un "pan de higo pintao". Dans la cuisine, l'essentiel est la cheminée avec sa chaudière et d'autres objets frappants sont un grille-pain, des alcuceros, des moulins à sel ou des fers à repasser. Les outils de travail sont exposés dans un seul espace, ensemble on retrouve ceux de l'agriculteur, du charpentier, du boulanger ou du meunier ; parmi toutes, la plus marquante est l'époque avec son compas.
Ermitage de la Virgen de las Nieves: situé au cœur de la Sierra de las Nieves ; À 5 km de la ville de Tolox, au cœur du parc naturel, se trouve l'ermitage de Ntra Señora Virgen de Las Nieves. Il a été construit avec des pierres naturelles de la terre, formant une belle image de paysage encadrée de pins et de calcaire, qui, associée à un climat de montagne, permet aux visiteurs de profiter de l'environnement sain qui se respire dans cet environnement.
Ermitage de San Roque: il a été construit dans les années 80 du XXe siècle par le curé Don José Carretero sur les vestiges d'un ermitage primitif en l'honneur du saint patron de la ville, San Roque, il est situé dans le quartier d'Atalaya et est d'environ 2 km du canton. Son architecture, très simple, associe le blanc de la façade à un socle en pierre, surmonté d'un escalier sur lequel se trouve une petite croix en fer forgé. A l'extérieur, une esplanade équipée de bancs et de tables en bois et de palmiers qui agrémentent l'environnement et apportent une bonne ombre, permettant aux visiteurs et citadins de profiter de la belle vue panoramique qui s'offre à eux ; d'une part, la Sierra de las Nieves ; et de l'autre, la vallée du Rio Grande. La première quinzaine d'août, juste avant la Foire de San Roque, est célébré le Pèlerinage Patronal, de l'église du village à l'ermitage.
Église de San Miguel Arcángel: l'église de San Miguel fut achevée au début du XVIe siècle, en 1505. C'est dans ce temple que les chrétiens se réfugièrent lors du soulèvement musulman de 1568. Après son incendie, elle fut reconstruite en 1577 par le maître de la cathédrale de Malaga, Diego de Vergara, qui a démoli les murs du maître-autel, gravement touché par le feu. En 1632, le temple devait être restauré à nouveau. Elle se compose de trois nefs séparées par des arcs en plein cintre reposant sur des piliers quadrangulaires. La toiture de la chapelle du maître-autel, du chœur et des chapelles latérales, aux voûtes en plein cintre, date du XVIIe siècle. À l'intérieur, trois tableaux de l'école d'Antequera datant du XVIIIe siècle représentent l'Engagement de la Vierge, l'Épiphanie et l'Adoration des bergers, œuvres attribuées à Diego de la Cerda. De l'extérieur, la tour se détache, avec un plan carré, elle est située à la tête de la nef de l'évangile, il semble qu'elle ait été construite sur le minaret de l'ancienne mosquée. Remarquez également les deux portails, avec des arcs en plein cintre entre les pilastres. A l'intérieur, différents styles sont combinés, tels que l'armure mudéjare, les arcs en plein cintre classiques ou les voûtes plus tardives de la chapelle principale ou latérale de l'autel.
Murailles du Château: les murailles du Château de Tolox, dont la construction est attribuée aux Phéniciens, constituent le plus ancien exemple architectural de cette ville. Les Romains l'utilisèrent lors de leur séjour dans la région et en 883 elle fut occupée par le rebelle Omar Ben Hafsun, qui la reconstruisit et en fit l'une de ses défenses les plus sûres de la région. Quasiment disparue à la fin du XVe siècle, il ne reste qu'un pan de muraille et un passage de l'ancienne forteresse. À la place qu'il occupait, le quartier pittoresque de Rinconada del Castillo a été configuré.
Paseo del Balneario: Le beau et agréable Paseo del Balneario, comme l'appellent les habitants, est entouré de grands arbres qui fournissent de l'ombre lors des chaudes après-midi d'été et mène au spa Fuente Amargosa. Le bâtiment a été construit en 1906 au-dessus d'un précédent datant de la seconde moitié du XIXe siècle. Ses eaux sont reconnues pour leurs propriétés curatives des affections des systèmes respiratoire et urinaire.
Paseo de la Alfaguara: Cette promenade commence sur la Plaza Alta et longe la rivière Alfaguara, en observant les anciens moulins à eau sur les côtés de son lit. Cette promenade mène à la Cañada de las Carnicerías où vous pourrez contempler le contraste qui se produit entre la présence presque conjointe du sapin espagnol, arbre emblématique du parc naturel de la Sierra de las Nieves, des orangers et des avocatiers. C'est un lieu où coexistent des espèces végétales de haute montagne avec d'autres des régions subtropicales.
Plaza Alta: Tolox abrite différentes places, mais nous pouvons souligner la Plaza Alta comme la plus grande place de la ville, qui se distingue par le logement des maisons les plus distinguées de la municipalité, toutes avec des façades blanches et belles avec toute la saveur et le charme. du passage du temps sur ses murs. Du reste du complexe, ce qui ressort est ce qui était la Maison de la Sainte Inquisition, de la fin du XVIIe siècle, qui a une façade en briques apparentes encadrée de pilastres, et la Maison de Hidalgo Fernández Villamor, du XVIe siècle , avec une façade blanchie à la chaux qui met en valeur les garde-corps artistiques.

## Tourisme
Tout au long de l'année, nous trouvons diverses festivités qui sont célébrées dans notre ville et contribuent à sa richesse culturelle.
- Carnavals : Les carnavals célébrés à Tolox étaient déjà célébrés à la fin du XVIIe siècle, constituant l'un des plus anciens carnavals de la province. Dans ce festival, le mardi se démarque, célèbre et connu comme le "Jour des poudres blanches" au cours duquel enfants et adultes saupoudrent du talc sur la Plaza Alta de la ville et de la vieille ville. Pendant la fête du carnaval, différentes murgas et chirigotas agissent sur la Plaza Alta de Tolox, parodiant des performances. Ainsi que des concours de costumes.
- Fêtes et fusée de San Roque : Le deuxième week-end d'août, la foire de Tolox est célébrée en l'honneur du saint patron de la ville, San Roque. Il est inauguré avec le « taureau en feu » et le même jour un « concours du roi » est organisé. Le lendemain, la "fête de l'eau" est célébrée au cours de laquelle les voisins ont une "bataille d'eau". Mais, sans aucun doute, la fête la plus importante est la "rohetá". C'est une fête au cours de laquelle la procession du patron San Roque a lieu le 16 août. Pendant la procession, les voisins et les visiteurs lancent des fusées créant une atmosphère unique et spéciale que quiconque l'a vue espère répéter.
En dehors de ces deux, nous trouvons diverses festivités qui sont célébrées telles que la route à cheval de la Sierra de las Nieves, la Semaine Sainte, le pèlerinage de la Virgen de las Nieves, le Corpus Christi, la Semaine Culturelle, l'ARTolox, le Festival Folklorique Nacional Villa de Tolox, la Feria del Carmen ou le Jour des Filles.